# Mi újság, Tiger Lily?
A Mi újság, Tiger Lily? (eredeti cím: What's Up, Tiger Lily?) 1966-os amerikai filmvígjáték, amelyet Woody Allen rendezett nagyjátékfilmes rendezői debütálásában. A filmet 1966. november 2-án mutatták be. 
Allen egy japán kémfilmet, a International Secret Police: Key of Keys jeleneteinek beillesztésével és a meglévő filmrészletek sorrendjének átrendezésével teljesen megváltoztatta a film hangvételét, így a James Bond-másolatból egy vígjáték lett, amely a világ legjobb tojássaláta-receptjének kereséséről szólt. 2003-ban az Image kiadta a filmet DVD-n, mind a mozis, mind a televíziós (úgynevezett "alternatív") hangsávval.

## Cselekmény
A cselekmény a látványos gegek, szóviccek, ázsiai sztereotípiákon alapuló viccek és általános bohózatok sorozata számára nyújt alapot. A központi cselekmény Phil Moskowitz titkosügynök kalandjait meséli el, akit Rashpur ("egy nem létező, de valóságosnak tűnő ország") nagyhatalmú főmacsója bérel fel, hogy visszaszerezzen egy tőle ellopott titkos tojássaláta-receptet. A receptet, amely a gengszter Shepherd Wong birtokában van, a rivális gengszter Wing Fat is keresi, és Moskowitz két Rashpur-i ügynöknő segítségével ideiglenesen összeáll Wing Fattel, hogy ellopják a receptet Wongtól.
A filmnek van egy, a cselekményhez nem kapcsolódó befejező stáblista jelenete, amelyben China Lee, a Playboy Playmate és Allen komikusbálványának, Mort Sahlnak akkori felesége, aki a filmben máshol nem szerepel, sztriptízel, miközben Allen (aki szintén a filmben szerepel) elmagyarázza, hogy megfogadta, valahol szerepelni fog a filmben.

## Szereplők
- Mihasi Tacuja – Phil Moscowitz
- Vakabajasi Akiko – Szuki Yaki
- Mie Hama – Teri Yaki
- Kumi Mizuno – Phil partnere
- Woody Allen – Önmaga / szinkronhang / vetítőművész
- Julie Bennett – szinkronhang
- Frank Buxton – szinkronhang
- Louise Lasser – szinkronhang
- Len Maxwell – szinkronhang
- Mickey Rose – szinkronhang

## Fordítás
- Ez a szócikk részben vagy egészben  a   What's Up, Tiger Lily? című angol Wikipédia-szócikk fordításán alapul.  Az eredeti cikk szerkesztőit annak laptörténete sorolja fel. Ez a jelzés csupán a megfogalmazás eredetét és a szerzői jogokat jelzi, nem szolgál a cikkben szereplő információk forrásmegjelöléseként.